# Ragazza al pianoforte
Ragazza al pianoforte (L'overture del Tannhäuser) è un dipinto a olio su tela (57 × 92 cm) realizzato nel 1869 circa dal pittore Paul Cézanne. È conservato nel Museo dell'Ermitage di San Pietroburgo.
Il quadro raffigura una ragazza seduta al pianoforte ed una donna più anziana intenta a cucire.
Il pittore vuole qui rendere omaggio a Richard Wagner, che ammirava profondamente, citando il Tannhäuser, opera del compositore tedesco rappresentata a Parigi per la prima volta nel 1861.